# Course de côte Trento - Bondone
La Course de côte Trento - Bondone est une compétition automobile italienne pour voitures de course et -autrefois- motocyclettes disputée en été, le plus souvent au mois de juillet. Le départ est situé à Trente (Trentin-Haut-Adige), et l'arrivée se dispute sur les flancs du Monte Bondone. L'épreuve est désormais organisée par la Scuderia Trentina, rattachée à l'Automobile Club d'Italia (en 1938 et 1939, elle le fut par l'Automobile Club Trento).

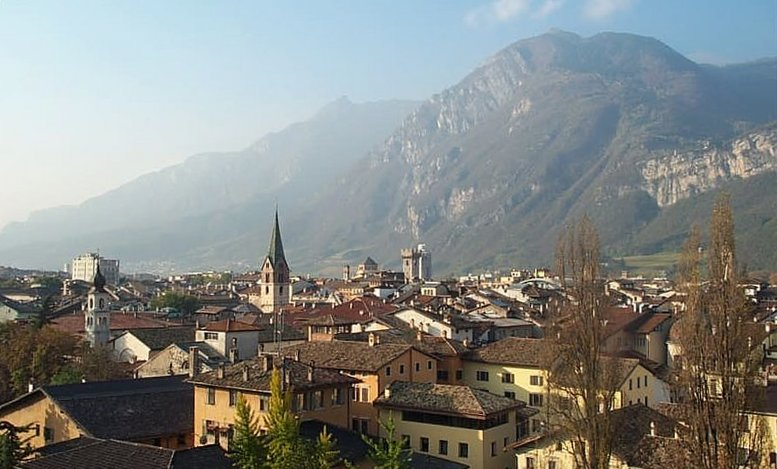
Le Monte Bondone, en arrière-plan de Trente (vu par le nord-ouest).

## Histoire

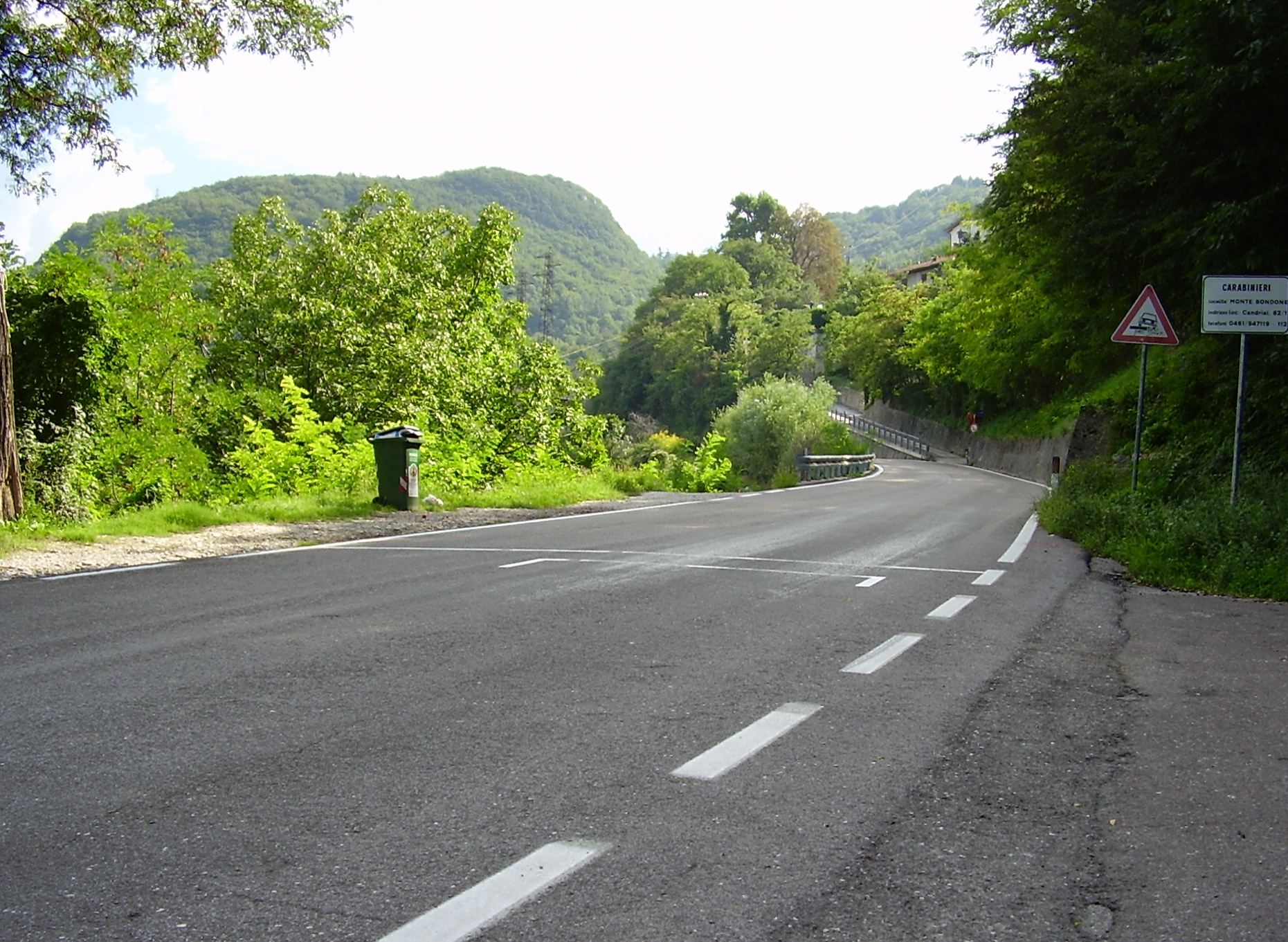
Ligne de départ actuelle.

Avant-guerre, le parcours fluctua entre 4.6 (1926) et 18 kilomètres (1927 et 1928).
Après le conflit, la course est réorganisée en 1950, remportée par Salvatore Ammendola comme une étape de la Stella Alpina. Entre 1951 (victoires de Fausto Rodenghi et de Salvatore Ammendola sur 8,5 kilomètres) et 1957, la côte est de nouveau disputée sur le plan national, au printemps puis en été, toujours grâce à l'Automobile Club Trento. En 1952 s'illustrent Giulio Cabianca et l'Autrichien Otto Math, en 1953 le turinois Piero Valenzano et Mariano Lubich sur sa Lancia Aurelia B22 (année inédite où Calliano est reliée à Folgaria, sur 12 kilomètres), en 1954 Mario Tomasi sur Fiat V8, en 1955 Paolo Colombo et Armando Zambiero, puis en 1956 et 1957 Edoardo Lualdi.
En 1958, la première édition dans le nouveau Championnat d'Europe de la montagne se dispute sur le trajet de la Course de côte Susa - Moncenisio. Elle est remportée par Wolfgang Berghe von Trips, sur Porsche RSK.
En 1961, Giacomo Agostini y accomplit sa première course officielle (deuxième sur Moto Morini Settebello 175 cm3, strictement de série).
Désormais la longueur du parcours est de 17,3 kilomètres; le départ est fixé à 308 mètres d'altitude dans la vallée de l'Adige, pour une arrivée à 1 658 mètres (soit un dénivelé de 1 350 mètres, pour une pente moyenne de 6,8 % avec une portion maximale à 33 %).
L'actuel record de l'ascension est détenu par Simone Faggioli sur Norma M20 FC, en 9 min 10 s 68 depuis le 5 juillet 2015 (à la moyenne de 113,24 km/h).
Mauro Nesti s'est imposé à sept reprises -et Simone Faggioli à six- dans le cadre européen.

## Palmarès

### Avant-guerre
| Année               | Vainqueur                 | Écurie                |
| ------------------- | ------------------------- | --------------------- |
| 1925                | Ruggero Menestrina        | Fiat 501 S            |
| 1926                | Gilberto Meyr             | Ansaldo 2000          |
| 1927 (16 juin)      | Prospero Gianferrari      | Alfa Romeo 6C 1500    |
| 1927 (18 septembre) | Marquis Diego de Sterlich | Maserati Tipo 26B 2L. |
| 1928                | Giuseppe Pastore          | Maserati Tipo 26      |
| 1929 à 1937         | Annulée                   | Annulée               |
| 1938                | Aldo Monticello           | Fiat 1100 S           |
| 1939                | Giacomo Palmieri          | Fiat 1100 S           |

### En Championnat d'Europe
| Année              | Vainqueur                 | Écurie                            |
| ------------------ | ------------------------- | --------------------------------- |
| 1958               | Wolfgang Berghe von Trips | Porsche RSK                       |
| 1959               | Edgar Barth               | Porsche 718 RSK1500               |
| 1960               | Odoardo Govoni            | Maserati 60/2000                  |
| 1961               | Sepp Greger               | Porsche 718 RSK1600               |
| 1962               | Ludovico Scarfiotti       | Ferrari Dino 196SP                |
| 1963               | Edgar Barth               | Porsche RS61                      |
| 1964               | Edgar Barth               | Porsche RS61                      |
| 1965               | Ludovico Scarfiotti       | Ferrari Dino 166P/206P Berlinetta |
| 1966               | Gerhard Mitter            | Porsche 904/8 Bergspyder          |
| 1967               | Gerhard Mitter            | Porsche 910 Bergspyder            |
| 1968               | Karl Federhofer           | Abarth 1300 OT                    |
| 1969               | Peter Schetty             | Ferrari 212 E Montagna            |
| 1970               | Antonio Zadra             | Fiat Abarth 2000 PT               |
| 1971               | Carlo Facetti             | Chevron B19                       |
| 1972               | Silvano Frisori           | Porsche 911 STR                   |
| 1973               | Mauro Nesti               | March 73S                         |
| 1974               | Jimmy Mieusset            | March 742                         |
| 1975               | Mauro Nesti               | Lola T296                         |
| 1976               | Mauro Nesti               | Lola T294                         |
| 1977               | Mauro Nesti               | Lola T296                         |
| 1978               | Non intégrée              | Non intégrée                      |
| 1979               | Mauro Nesti               | Lola T298                         |
| 1980               | Mauro Nesti               | Lola T298                         |
| 1981               | Mauro Nesti               | Osella PA9                        |
| 1982 à 2005        | Non intégrée              | Non intégrée                      |
| 2006 (56e édition) | Simone Faggioli           | OsellaPA21                        |
| 2007               | Lionel Régal              | Reynard 01L V8-Mugen              |
| 2008               | Lionel Régal              | Reynard 01L V8-Mugen              |
| 2009               | David Baldi               | Osella FA30-Zytek                 |
| 2010 (60e édition) | Simone Faggioli           | Osella FA30-Zytek                 |
| 2011               | Simone Faggioli           | Osella FA30-Zytek                 |
| 2012               | Simone Faggioli           | Osella FA30-Zytek                 |
| 2013               | Simone Faggioli           | Osella FA30-Zytek                 |
| 2014               | Non intégrée              | Non intégrée                      |
| 2015 (65e édition) | Simone Faggioli           | Norma M20 FC                      |